# قرار مجلس الأمن التابع للأمم المتحدة رقم 2069
قرار مجلس الأمن التابع للأمم المتحدة رقم 2069، المتخذ بالإجماع في 9 أكتوبر 2012.